# Hans Polmar

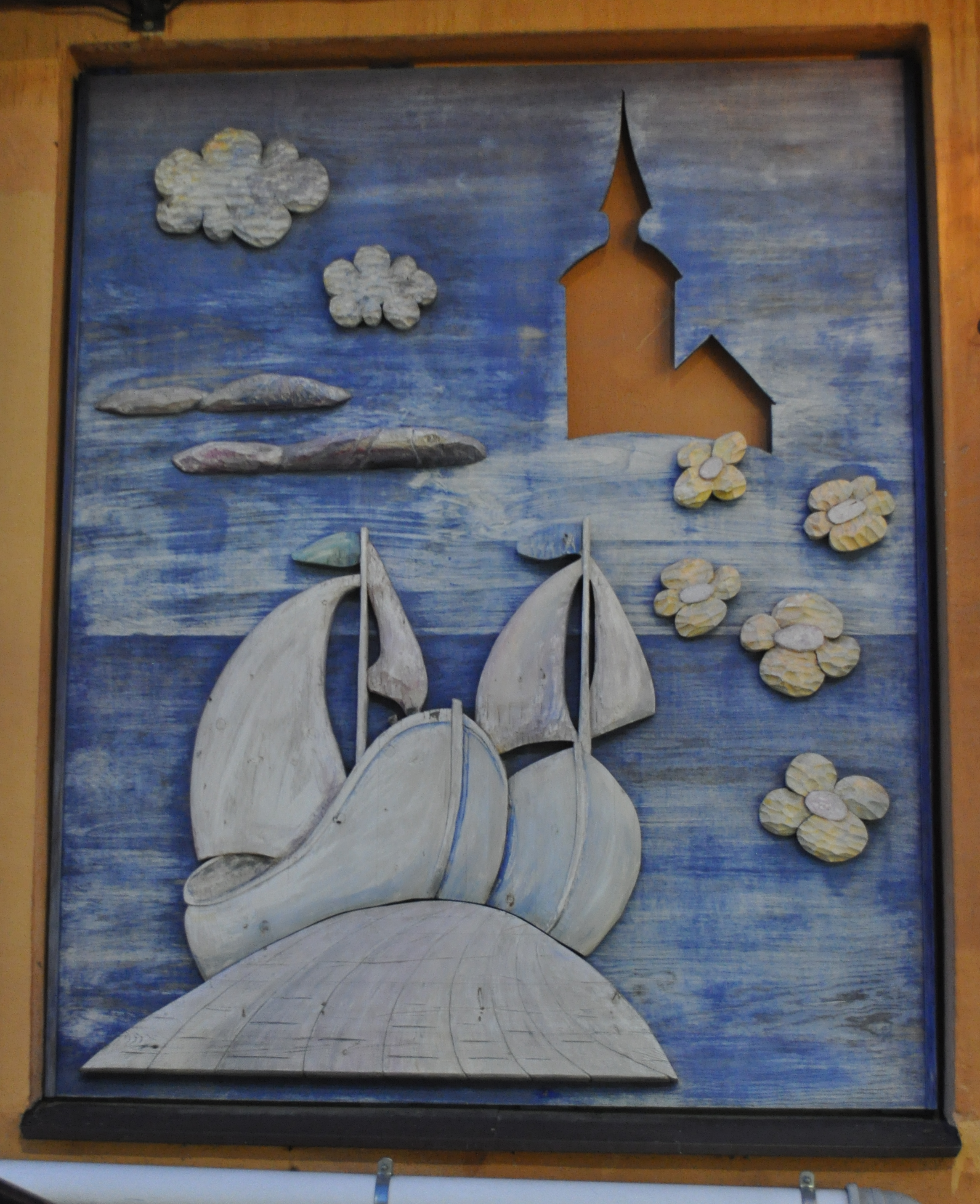
Centrumsmycket i Nynäshamn av Hans Polmar.

Hans Einar Polmar, född 30 april 1927 i Vreta klosters församling i Östergötlands län, död 24 december 2013 i Falkenberg var en svensk målare, grafiker och skulptör.
Polmar studerade konst vid Konstfackskolan, Pernbys målarskola och Gerlesborgsskolan. Separat ställde han ut på ett flertal gallerier i Sverige. Han medverkade i samlingsutställningar på Borås konstmuseum, Kalundborg i Danmark, Osnabrück i Tyskland och på Södertälje konsthall. Bland hans offentliga arbeten märks utsmyckningar för Rönninge skola, Nynäshamns regionsjukhus, Södertälje Folkets hus, Nynäshamns gymnasium, Ångelsta låg- och mellanstadieskola i Uppsala, Nynäshamns nämndhus, Södersjukhuset i Stockholm och Rådhuset i Lillesand i Norge. Polmar finns representerad vid Nationalmuseum i Stockholm.